# Sylvicola fenestralis
Espèce
Sylvicola fenestralis, le sylvicole des fenêtres, est une espèce d'insectes diptères nématocères de la famille des Anisopodidae.

## Dénomination

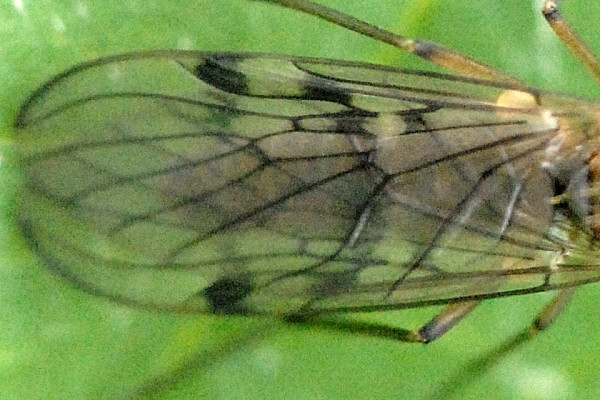
Détails des ailes

Synonymie
- Tipula fenestralis Scopoli, 1763[1]
- Sylvicola diversipes Fitch, 1923

Nom vernaculaire anglais
- Window Gnat

## Description
Ce diptère inoffensif au corps brun-rougeâtre long de 4,5 à 5,5 mm et de 6 à 10 mm d'envergure ressemble à un tipulidé de petite taille ou à un trichocéridé. Le thorax montre trois lignes longitudinales sombres. Les ailes sont garnies de taches et de nervures foncées.
Des espèces proches ne peuvent être distinguées que par un examen des genitalia.

## Écologie
On peut l'observer en Europe presque toute l'année au voisinage des habitations humaines où il est attiré par la lumière et où il se pose sur les fenêtres (d'où ses noms) et peut entrer à l'intérieur. La larve vit dans les matières organiques végétales en décomposition (compost, immondices...).